# Tomas Olsson

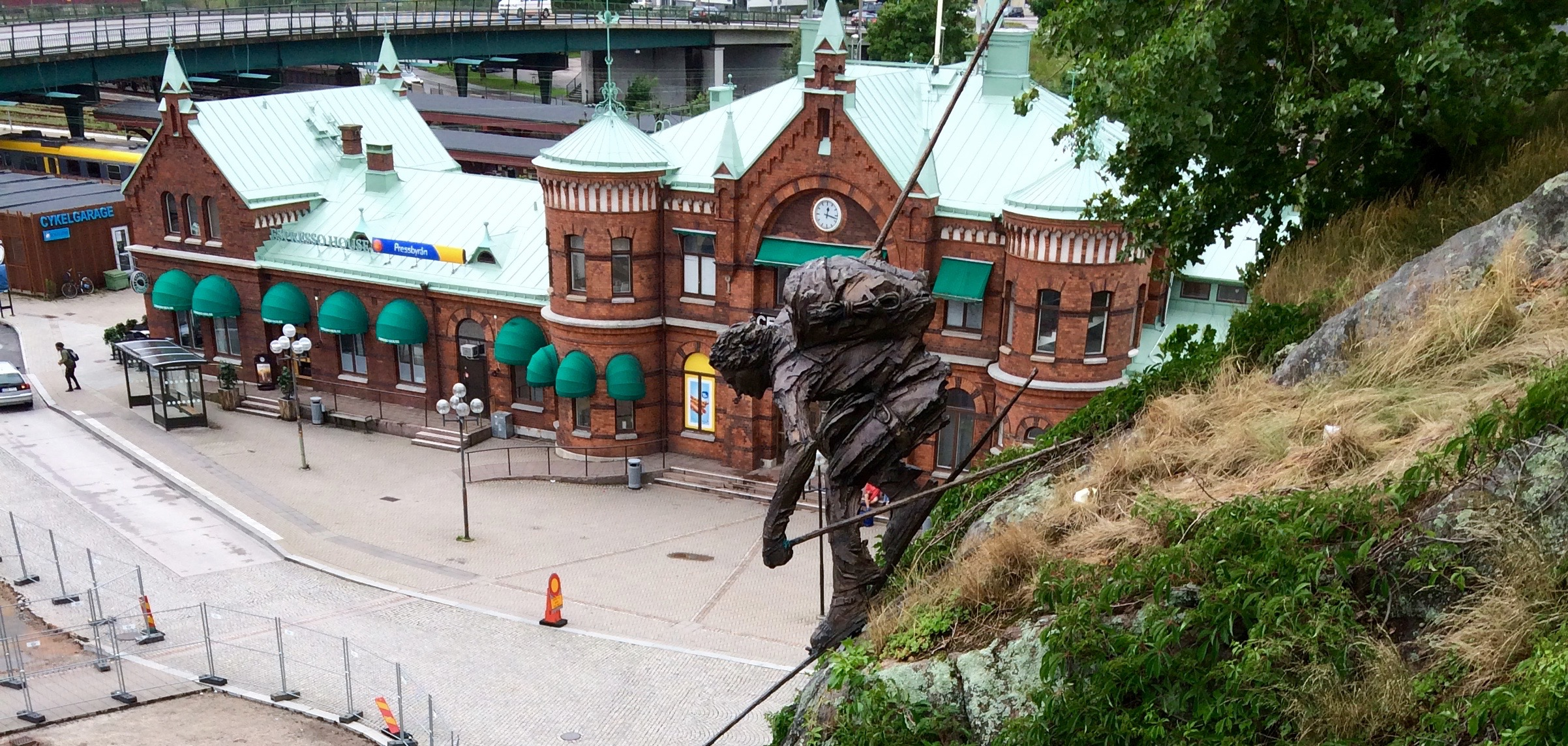

Tomas Kenneth Olsson, född 18 mars 1976 i Kristinehamn, Värmlands län, död 16 maj 2006 vid nordsidan av Mount Everest, Tibet, Kina, var en svensk äventyrare och extremskidåkare.

## Biografi och expeditioner
Tomas Olsson föddes i Kristinehamn men växte upp i Borås. Han tog en civilingenjörsexamen vid Linköpings universitet 2001, varefter han flyttade till Chamonix i Frankrike för att satsa på skidåkningen. Han specialiserade sig på att åka skidor nedför några av världens högsta och brantaste berg. Han har bland annat åkt från toppen av Aconcagua i Argentina (6 960 m), Peak Lenin i Kirgizistan (7 186 m), Muztagh Ata (7 546 m) och Kuksay Peak (7 134 m) i Kina och Cho Oyu i Tibet (8 201 m).
I juni 2005 begav han sig iväg på något han kallade en träningsexpedition, där han på cykel tog sig från Stockholm ner till Chamonix i Frankrike för att bestiga Mont Blanc. Olsson cyklade den 250 mil långa turen ner till Chamonix på 17 dagar och den 4 juli besteg han Mont Blanc. Därefter tog han sin cykel och cyklade de 250 milen tillbaka till Sverige och Stockholm igen. Han påbörjade cykelturen måndagen den 13 juni 2005 och kunde se expeditionen som avslutad fredagen den 22 juli 2005. I media har han nämnt att denna cykeltur gjorde han delvis för att hedra den avlidne äventyraren Göran Kropp som i oktober 1995 gav sig ut på sitt legendariska äventyr på cykel till Mount Everest för en ren solobestigning.
I början av april 2006 gav sig Olsson iväg på en expedition till Mount Everest tillsammans med den norske extremskidåkaren Tormod Granheim. Målet med expeditionen var att försöka bli de första i världen att åka skidor nedför den branta nordsidan av berget. Olsson och Granheim nådde Everests topp den 16 maj 2006. Under nedfärden samma dag rapporterades Olsson som saknad sedan han fallit från 8 500 meters höjd efter att säkringarna till repen lossnat då han firade sig ned från en klipphylla. Han återfanns död den 20 maj på 6 700 meters höjd.
För att finna Olsson initierades en räddningsaktion. Två insamlingar, en svensk och en norsk, startades med förhoppningen att finna Olsson och få hem honom till Sverige. Den svenska insamlingen initierades av Andreas Swahn och företaget Abovo och den norska av tidningen Fri Flyt. Tanken var att insamlingarnas medel skulle gå till att bekosta en räddningsaktion med helikopter från Kina till Nepal och möjliggöra hemtransport av Olssons kropp till Borås där han begravdes. Det visade sig dock att Olssons försäkringar täckte nästan alla kostnader. Tomas Olssons minnesfond skapades för att förvalta återstoden av de pengar som samlades in i Sverige. Senare flyttades även de norska pengarna till fonden. Fonden har bland annat skickat pengar till samtliga familjer till sherpas som omkom 2014 och 2015 och till att hjälpa till att bygga upp en skola som förstördes i jordbävningen i april 2015.

## Minnesmärke
16 maj 2016, på årsdagen av Tomas Olssons bortgång, restes en skulptur till hans minne på Krokshallsberget i centrala Borås. Skulpturen är donerad till hemstaden och kallas Passion Extreme. Den är gjord i brons av den svenske skulptören Richard Brixel på uppdrag av Andreas Swahn och Åke Björsell.

### Fotogalleri

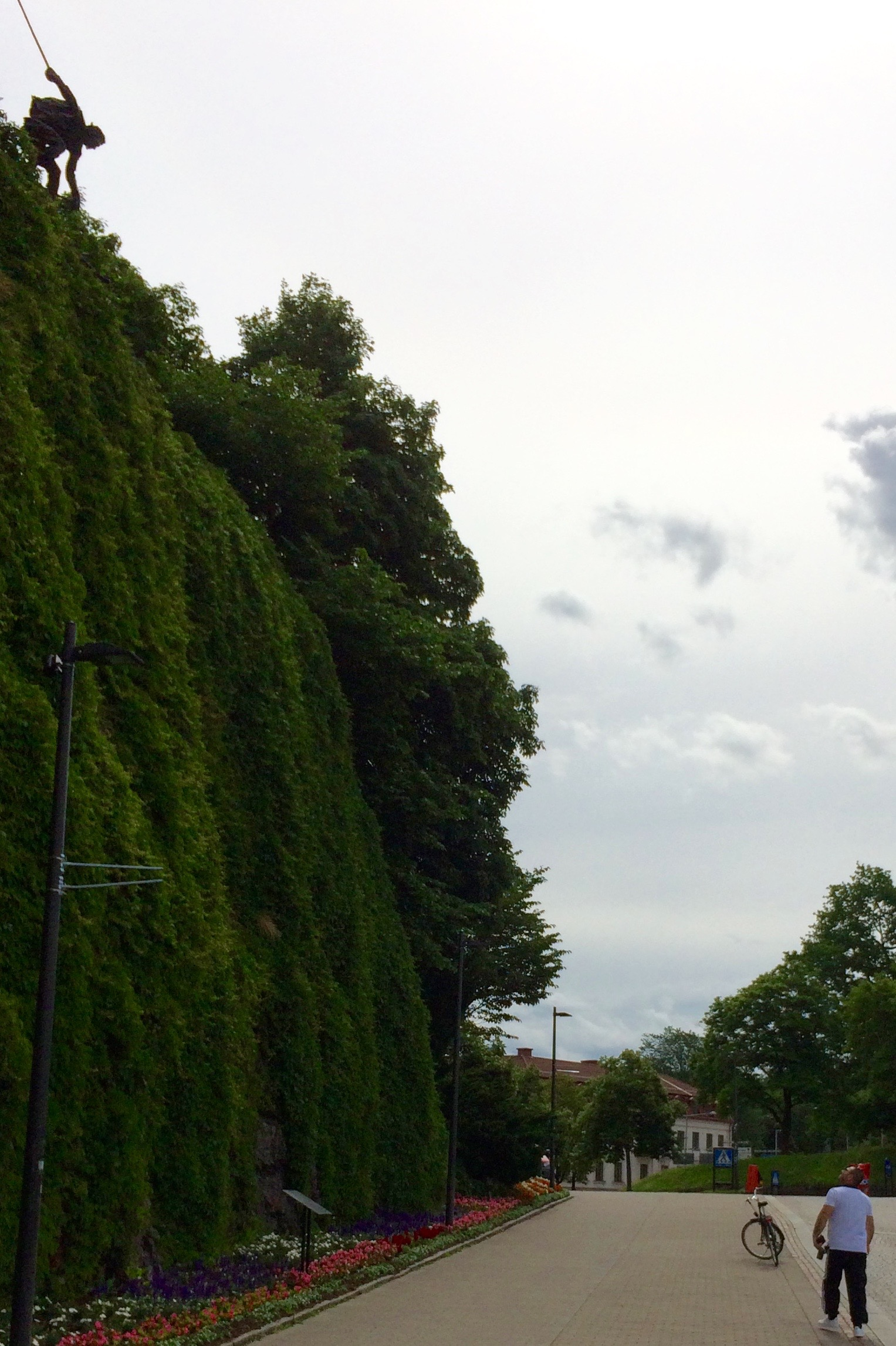
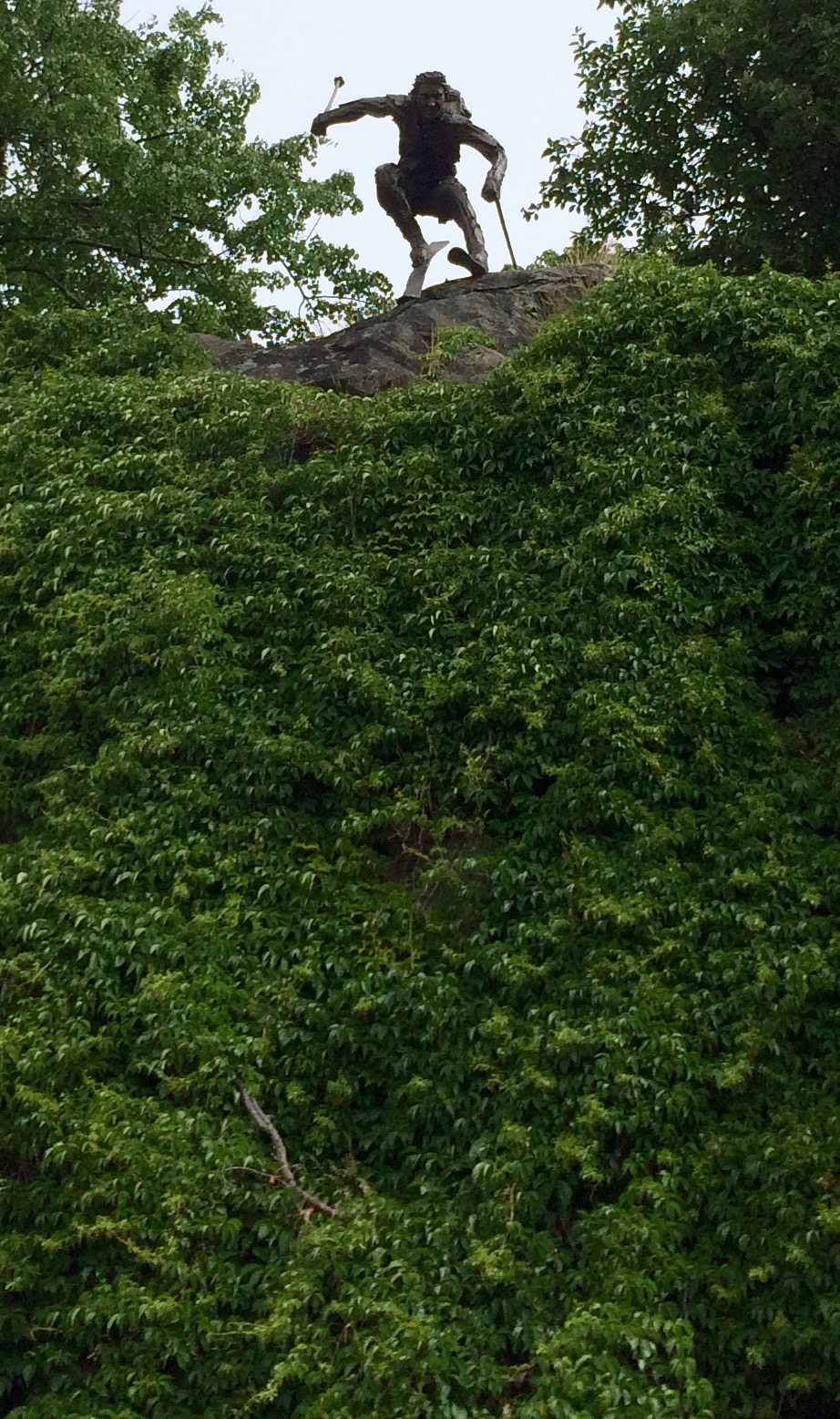
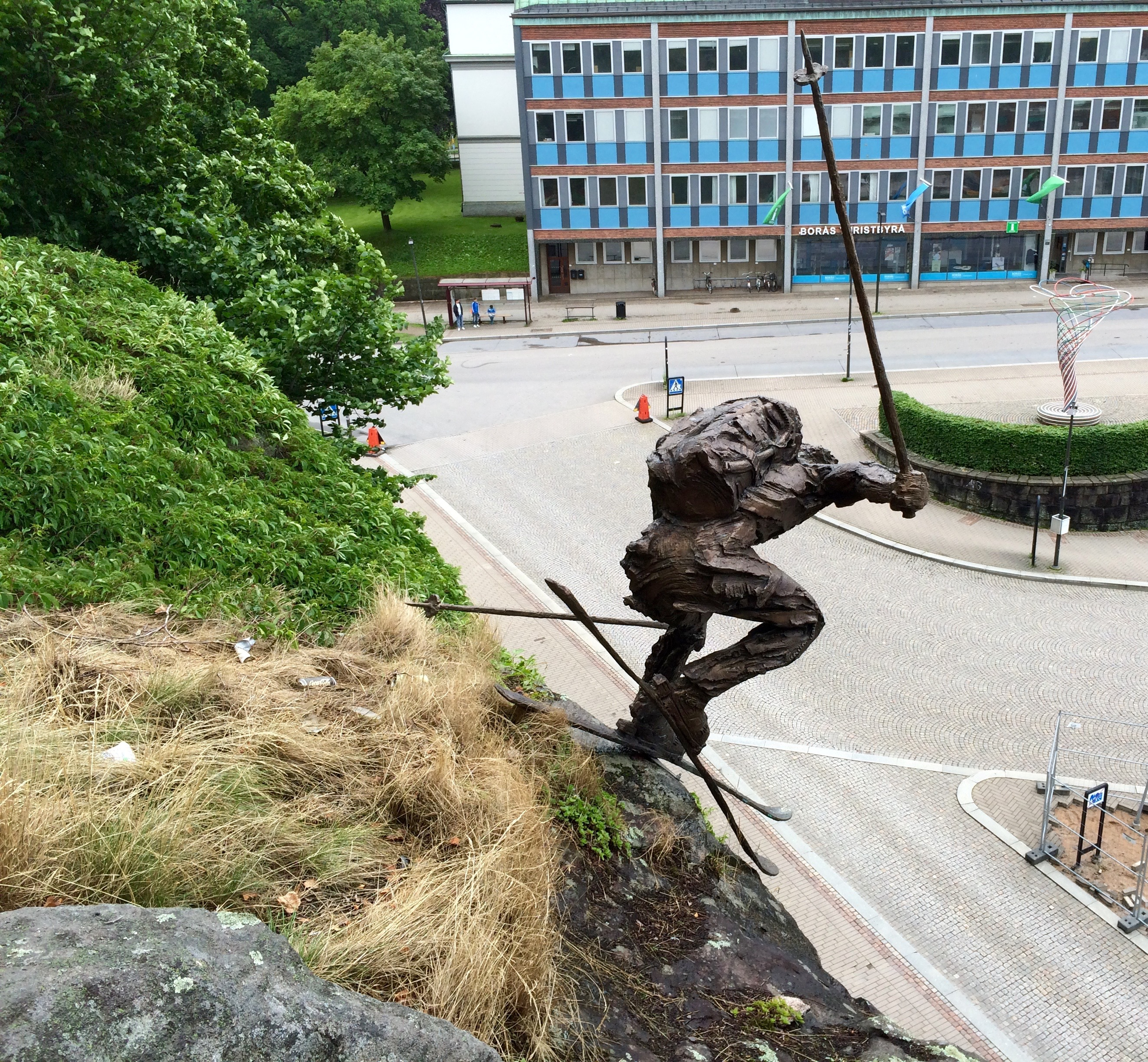
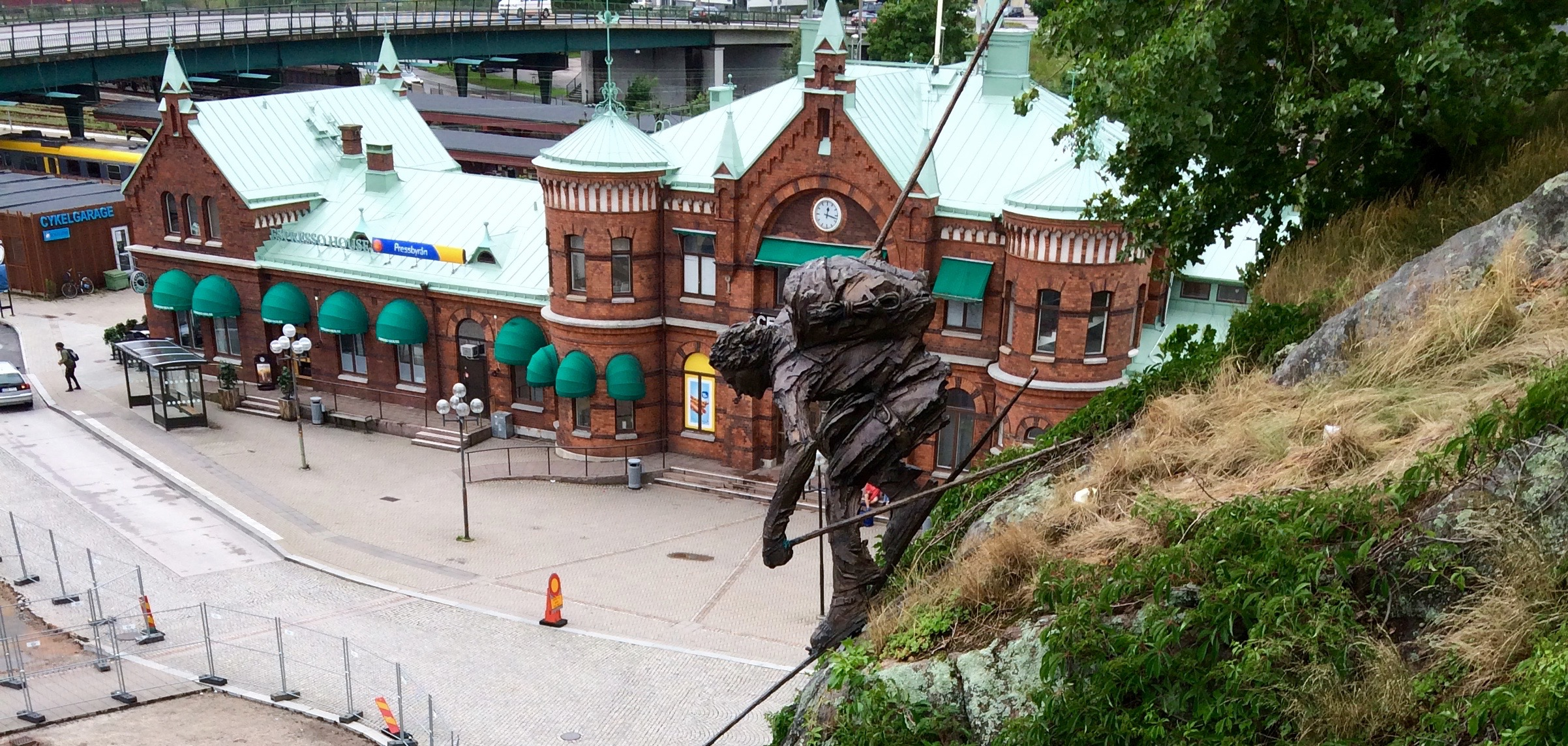